# Slag bij Cunaxa
De Slag bij Cunaxa vond plaats in het jaar 401 v.Chr., nabij het huidige Bagdad in Irak. Cyrus de Jongere daagde zijn broer Artaxerxes II van Perzië uit om wraak te nemen voor de vernederingen die Cyrus doorstaan had enkele jaren voordien. Cyrus kreeg een leger van huurlingen bij elkaar, een mengeling van Aziatische troepen en Griekse hoplieten (de zogenaamde Tienduizend). De Atheense aanvoerder Xenophon beschrijft in zijn boek 
Anabasis het volledige verloop van de veldslag. De getalsterkte wordt tegenwoordig geschat op 36.000 Perzen bij Artaxerxes, waarvan 6000 cavalerie. Cyrus zou de beschikking gehad hebben over 14.000 Griekse huurlingen, 2600 cavaleristen en een onbekend aantal Aziaten, maar zijn leger was in elk geval veel kleiner dan het leger dat Artaxerxes meegebracht had.
In het leger van Cyrus nam Clearchus de leiding over de Griekse rechterflank, die zich aan de oever van de Eufraat had opgesteld. Naast hem nam Proxenus plaats met zijn troepen, gevolgd door enkele andere generaals. Menon nam de Griekse linkerflank onder zijn hoede. Zij werden beschermd door Cyrus zelf, die zich met 600 ruiters op de uiterste linkerflank plaatste. De ruiters "droegen allen een borstharnas, dijplaten en helm, behalve Cyrus. De algemene regel bij de Perzen is de gevaren van de oorlog blootshoofds af te wachten" (citaat van Xenophon). De paarden waren uitgerust met kop- en borstplaten, om te voorkomen dat ze langs voren geveld zouden worden. De borst- en dijplaten die Xenophon beschrijft zijn geen volledig metalen platen zoals men bij de middeleeuwse ridders ziet, maar soepelere stukken, gemaakt van kleine metalen plaatjes die in schubbenmotief op een leren doek vastgemaakt waren. Artaxerxes stelde zich met een deel van de Perzische cavalerie tegenover Cyrus, echter nog steeds in het midden van zijn eigen leger. Artaxerxes had ook nog een wapen dat Cyrus niet heeft: wagens met een zeis (lange messen op de as van de wielen).
Cyrus' leger nam het initiatief en bij het oprukken slaakten alle Grieken een strijdkreet ter ere van de oorlogsgod Ares ( 'En Yalios '). Cyrus slaagde erin om de tegenstanders op de vlucht te laten slaan. Tegen de wagens van Artaxerxes werd een simpele oplossing beproefd: de soldaten openden hun gelederen en lieten de paarden voorbijgaan, maar daarbij sloegen ze de wagenmenner en de soldaat naast hen neer. Volgens Xenophon zou de helft van de wagens in hun eigen leger zijn gereden en daar een groot aantal soldaten verwond of gedood hebben. Cyrus zag dat zijn rechterflank de vijand kon laten vluchten, maar intussen liet Artaxerxes zijn rechterflank een omsingelingsbeweging maken. Om dit te voorkomen viel hij met zijn 600 ruiters aan en slaagde grotendeels in zijn opzet. Artaxerxes' flank zette het op het lopen met Cyrus' lijfwachten in de achtervolging. Daarbij passeerde Cyrus de lijfwachten van zijn broer en keerde zich naar hem toe. Hij hoopte dat zijn ruiters het voorbeeld zouden volgen en de soldaten maar zouden laten lopen. Het tegendeel was waar: Cyrus viel zijn broer aan met slechts een gering aantal ruiters, wellicht een honderdtal. Cyrus slaagde erin om tot bij zijn broer te geraken en die in zijn borst te verwonden, maar zelf werd hij net onder het oog getroffen door een lans van Artaxerxes' lijfwacht. Cyrus sneuvelde, en volgens Xenophon zou Cyrus' trouwste vriend Artapates zelfmoord hebben gepleegd bij het zien van zijn dode vriend.
Cyrus' ruiters verloren de strijd en Tissaphernes, de hoogste generaal van Artaxerxes, verpletterde de Aziaten en plunderde het Griekse kamp. De Grieken, net op de terugtocht, slaagden er wel in hun kamp te heroveren op de Perzen. Pas daarna kregen zij bericht dat Cyrus gesneuveld was. Zij onderhandelden met koning Artaxerxes en het slagveld werd verlaten. Het duurde bijna een jaar vooraleer de Griekse huurlingen onder leiding van Xenophon weer in hun land terugkwamen, en meer dan de helft was op de terugweg gesneuveld door de constante aanvallen van guerrillastrijders of gestorven van ziekte.